# Пітер Пен у Кенсінґтонських садах
«Пітер Пен у Кенсінґтонських садах» (англ. Peter Pan in Kensington Gardens) — утопічна казково-фентезійна повість Джеймса Метью Баррі.

## Історія написання
1887 року Баррі познайомився з подружжям Девісів і більшість вільного часу проводив з їхніми дітьми. Він дуже прив'язався до п'яти хлопчаків, вигадував для них всілякі історії й навіть ставив вистави. Саме у цей час він вигадав Пітера Пена. Спочатку цей герой жив разом з феями серед дерев парку, а пізніше він придумав для нього цілу країну — острів під назвою Нібиландія.
Розповідь про Пітера Пена починається у Баррі в романі «Маленька біла пташка» (1902), де шість глав присвячено Пітеру Пену. Це історія малюка, котрий втік від матері у Кенсингтонські сади, а потім вирішив повернутися додому, проте віконце вже було зачинене і на нього не чекали (у мами був уже інший малюк).
У 1904 році була поставлена п'єса «Пітер Пен». Оскільки вона користувалася великою популярністю, видавці Баррі в 1906 перевидали глави 13—18 «Маленької білої пташки»  під назвою «Пітер Пен у Кенсингтонських садах».
Потім п'єса була розширена у романі «Пітер Пен і Венді», виданий у 1904 році. Пізніше цей роман був перевиданий під назвою «Пітер Пен». Повість і п'єса Джеймса Баррі про Пітера Пена завершують період «золотого століття англійської дитячої літератури», період пізнього вікторіанства.

## Сюжет
У сім'ї Дарлінгів троє дітей: Венді, Джон і Майкл. У них незвичайна няня — собака Нена. Одного разу батьки пішли в гості, а Нену залишили у дворі на ланцюгу після неприємного інциденту з містером Дарлінгом. Так діти залишилися без нагляду. Цієї ночі у дитячу кімнату залетіли Пітер Пен і фея Дінь-Дінь. Пітер розповів Венді про себе: він утік з дому, вирішивши ніколи не ставати дорослим; живе на острові Нібиландія разом із загубленими хлопчаками. Пітер кличе Венді полетіти з ним, щоб вона розповідала казки і була мамою всіх загублених хлопців. Дівчинка погоджується полетіти разом із братами. Пітер Пен і фея Дінь-Дінь допомагають дітям злетіти за допомогою магічного пилу і всі летять на острів.
Нібиландія виявляється справжнім островом чудес. Навіть координати має дивні: «Другий поворот праворуч і прямо до самого ранку». На острові є все, про що тільки й може мріяти малеча: гори, море, річки з водоспадами, індіанці, русалки, печери зі скарбами… Однак є тут і небезпека: пірати на чолі з капітаном Джеймсом Гаком розшукують хлопчаків, червоношкірі розшукують піратів, а дикі звірі — червоношкірих, аби їх з'їсти… Капітан Гак дуже вже хотів помститися Пітерові за те, що хлопець відсік йому руку, замість якої довелося приладнати залізний гак; до того ж руку проковтнув крокодил, якому вона настільки сподобалася, що він тепер безперервно полює на Гака.
Команда Пітера дуже зраділа Венді, оскільки тепер буде кому про них піклуватися: годувати, вкладати спати, розповідати казки перед сном; навіть будинок збудували для неї.
Звичайно, траплялись на острові й справжні пригоди: битва з індіанцями в Малюковій Ущелині, порятунок Тигрової Лілії у Лагуні Русалок, випадок з Нібиптахою, ревниві витівки феї Дінь-Дінь.
Поживши на острові якийсь час, Венді з братами розуміють, що треба квапитися додому. Дівчина кличе із собою й інших хлопчаків, переконана, що її батьки неодмінно усиновлять їх. Погоджуються всі, крім Пітера Пена, який не хоче ставати дорослим.
Як тільки Венді і хлопці зібралися додому на виході їх чекали пірати. Вони полонили дітей на кораблі. Пітер Пен рятує свою команду, перемігши піратів. Венді з братами повертаються додому. Вони влітають у вікно, яке завжди залишалося відчиненим, адже батьки чекали на їх повернення, і лягають у свої ліжечка.
Містер і місіс Дарлінг раді, що діти повернулися, і звичайно ж погоджуються усиновити хлопчаків з острова.
Пітер Пен повертається до Нібиландії, пообіцявши Венді прилітати раз на рік і забирати її із собою на час весняного прибирання. Пітер іноді забуває про свою обіцянку і з'являється не кожного року. А одного разу, коли він прилітає, виявляється, що Венді вже одружена і має маленьку доньку Джейн. Тепер супутницею Пітера стає Джейн. Коли вона виростає, вона народжує доньку Маргарет, і ось уже Маргарет відлітає з Пітером Пеном на острів Нібиландія… 
«І так триватиме вічно, поки діти залишатимуться веселими, невинними й безсердечними».

## Структура
Повість складається з 4 розділів:
- Розділ 1. Пітер Пен
- Розділ 2. Велике гніздо
- Розділ 3. Маленький будиночок
- Розділ 4. Година Закриття

## Пітер Пен
Життєрадісний і безсердечний, як і будь-який 12-річний хлопчак, на думку Дж. Баррі.
Прототипом цього персонажа був насамперед сам письменник, який обожнював свою матір, однак весь час відчував, що між ним і матір'ю стоїть тінь молодшого брата, який помер. Брат Джеймса Баррі і був тим хлоп'ям, що так і не подорослішав, назавжди лишився 14-річним.
В образі Пітера Пена зібрані всі мрії, страхи і бажання дітей: він вміє літати, перемагає піратів, він швидкий і зухвалий, він кидає виклик небезпечному і незрозумілому світу дорослих.
Пітер Пен — веселий і хоробрий винахідник, ватажок загублених хлопців, улюбленець фей і смертельний ворог капітана Гака.
Ідеалізація образу Пітера Пена пов'язана з відчуттям того, що переходячи з дитинства до дорослого життя, людина втрачає багато чарівних якостей і можливостей. Насамперед втрачаються внутрішня свобода і розкутість, творчий потенціал.

## Театральні постанови
Традиція прочитання історії про Пітера Пена як історії про безтурботне дитинство з його розвагами склалася ще за життя і з легкої руки самого Джеймса Баррі, котрий написав сценічний варіант «Пітера Пена» у 1904 році. Першу виставу поставили у Театрі Герцога Йоркського 27 грудня 1904 року. З того часу в англійському театрі склалася традиція ставити цю п'єсу напередодні Різдва або під час різдвяних свят.
Сценічний авторський варіант менший за обсягом, більше відповідає формату театральної вистави, і в результаті — легковажніший і життєрадісніший.
Отже, історія про Пітера Пена має два варіанти: прозаїчний (1911 р.) і драматургічний (1904 р.). У першому випадку акцент зроблено на складності й трагізмі дитинства, в другому випадку дитинство показано як радісне пізнання світу.

## Екранізації
- «Пітер Пен» — американський фільм 1924 року.
- «Пітер Пен» — класичний мультфільм Діснея 1953 року.
- «Пітер Пен» — радянський двохсерійний фільм 1987 року режисера Леоніда Нечаєва.
- «Пригоди Пітера Пена» — аніме-серіал 1989 року студії Nippon Animation.
- «Капітан Гак» — американський фільм Стівена Спілберга, знятий в 1991 році.
- «Пітер Пен» — американський фільм 2003 року режисера П.Дж. Хогана.
- «Неверленд» — міні-серіал 2011 року.